# SLR Myślibórz Wielki
SLR Myślibórz Wielki (Stacja Linii Radiowych Myślibórz Wielki) – wieża SLR o wysokości 66 m znajdująca się w Myśliborzu Wielkim w Gminie Nowe Warpno. Właścicielem obiektu jest EmiTel sp. z o.o..